# José Luis Rodríguez
José Luis Rodríguez (Cidade do Panamá, 19 de junho de 1988), é um futebolista panamenho que atua como meio-campo. Atualmente, joga pelo Sporting Gijón.

## Carreira
Foi convocado para defender a Seleção Panamenha de Futebol na Copa do Mundo de 2018.